# Trinitas TV
Trinitas TV este postul de televiziune al Patriarhiei Române. A fost înființat în anul 2007 pentru creștinii ortodocși care doresc să vizioneze emisiuni pe temă religioasă și să asculte slujbele de la Catedrala Patriarhală.
Trinitas TV face parte din Centrul de Presă Basilica al Patriarhiei Române, alături de Radio Trinitas, Ziarul Lumina și Biroul de Presă și Comunicații.
Este disponibil în format HD în grila RCS & RDS și în grila Orange România.
În octombrie 2022, la a X-a ediție a Galei Premiilor Radar de Media 2022, televiziunea a primit Distincția de Excelență pentru producțiile și proiectele cu cel mai mare conținut valoric din România, marcând și serbarea a 15 ani de la înființarea postului.